# Шмигельський Богдан Миколайович
Богдан Миколайович Шмигельський (нар. 21 грудня 1993) — український футболіст, правий вінґер. Гравець СК Полтава.

## Життєпис
У ДЮФЛУ виступав за «Ювілейний» (Дніпропетровськ) та «ДЮСШ-Ювілейний» (Царичанка). Про наступні роки в кар'єрі Богдана дані відсутні. З 2015 по 2017 рік виступав за «Темп» (Солоне) та ФК «Петриківка» у чемпіонаті Дніпропетровської області.
Наприкінці серпня 2017 року підписав свій перший професіональний контракт, з «Нікополем». У футболці «городян» дебютував 30 серпня 2017 року в нічийному (1:1) виїзному поєдинку 9-го туру групи Б Другої ліги України проти сімферопольської «Таврії». Шмигельський вийшов на поле в стартовому складі, а на 77-ій хвилині його замінив Валерій Доля. Першими голами у професіональному футболі відзначився 20 квітня 2018 року на 45+1-ій та 54-ій хвилинах переможного (4:0) виїзного поєдинку 26-го туру групи Б Другої ліги України проти запорізького «Металурга». Богдан вийшов на поле в стартовому складі, а на 77-ій хвилині його замінив Роман Боровик. У команді провів два сезони, за цей час у Другій лізі зіграв 35 матчів (5 голів) та 1 поєдинок у кубку України.
Навесін 2019 року підсилив «ВПК-Агро», який виступав у чемпіонаті Дніпропетровської області та аматорському чемпіонаті України. На професіональному рівні дебютував за команду з Вишневого 27 липня 2019 року в переможному (2:0) виїзному поєдинку 1-го туру групи Б Другої ліги проти одеського «Реал Фарми». Богдан вийшов на поле в стартовому складі та відіграв увесь матч, на 54-ій хвилині отримав жовту картку, а на 79-ій хвилині відзначився голом. У сезоні 2019/20 років «ВПК-Агро» виграв групу Б Другої ліги та підвищився в класі. У Першій лізі України дебютував 5 вересня 2020 року в програному (2:3) виїзному поєдинку 1-го туру проти «Альянсу». Шмигельський вийшов на поле в стартовому складі та відіграв увесь матч, на 7-ій хвилині отримав жовту картку, а на 10-ій хвилині відзначився першим голом у другою за силою чемпіонаті України. За два сезоні, проведені в команді з Вишневого, у чемпіонатах України зіграв 46 матчів (12 голів), ще 4 поєдинки провів у кубку України.
У середині липня 2021 року вільним агентом перейшов до «Альянсу». У футболці клубу з Липової Долини дебютував 26 липня 2021 року в програному (0:2) домашнього поєдинку 1-го туру Першої ліги України проти харківського «Металіста». Богдан вийшов на поле на 59-ій хвилині, замінивши Валерія Рогозинського. Першим голом за «Альянс» відзначився 18 серпня 2021 року на 31-ій хвилині переможного (2:1) домашнього поєдинку кубку України проти СК «Краматорськ». Шмигельський вийшов на поле в стартовому складі, а на 75-ій хвилині його замінив Костянтин Пікуль. Першим голом за команду з Липової Долини у Першій лізі України відзначився 17 вересня 2021 року на 81-ій хвилині (реалізував пенальті) переможного (4:0) домашнього поєдинку 9-го туру проти «Гірник-Спорту». Богдан вийшов на поле на 73-ій хвилині, замінивши Валерія Рогозинського.

## Досягнення
«ВПК-Агро»
- Друга ліга України (група Б)
  -  Чемпіон (1): 2019/20